# Mary Griffith (écrivaine)
Mary Griffith, née en 1772 et morte en 1846, est une écrivaine, horticultrice et scientifique américaine. Elle a publié les résultats de ses recherches dans des revues scientifiques et littéraires, ainsi que des journaux, Elle a également publié plusieurs romans et nouvelles, dont Camperdown, or News from Our Neighborhood (1836), ainsi que Three Hundred Years Hence, le premier roman utopique connu d'une Américaine,.

## Biographie
Marie Corré est née en 1772. Son père Joseph Corré, a émigré de France en 1776. Il a servi comme cuisinier au major Richard Crewe du 17th Light Dragoons britannique. En quelques mois, en octobre 1776, Joseph crée sa propre entreprise de confiserie et de restauration à New York, qui s'agrandit pour inclure un hôtel, une taverne, un magasin de crème glacée et deux théâtres. Il était autodidacte et innovateur, ce qui lui a permis de réussir dans les milieux culturels. Cela a permis à sa fille Mary d'épouser John Griffith (1768–1815), un riche marchand de New York. La famille de John Griffith avait des relations à Burlington, New Jersey, Philadelphie et New York. Beaucoup de ses proches étaient impliqués dans la politique et les sociétés du New Jersey.
Après la mort de son mari, Griffith passe son temps entre ses maisons à Burlington, New Jersey et des parents et amis dans le comté de Dutchess, New York, ainsi qu'entre New York et Philadelphie, sa fille et son gendre s'installent s'étant installés à New York dès 1817. Elle commence à écrire des nouvelles et les publie grâce à ses dans le monde de l'édition dans des sociétés telles que Wharton. Tout en travaillant avec Wharton, elle élargit ses intérêts littéraires.
En 1820, Griffith achtète un domaine, « Charlieshope », sur la rivière Raritan à l'ouest du Nouveau-Brunswick, New Jersey, dans le canton de Franklin, comté de Somerset, New Jersey. Ce déménagement l'amène à s'intéresser davantage aux phénomènes naturels. Elle réalise des expériences en horticulture, histoire naturelle, entomologie économique, sciences de la terre, épidémiologie, optique et vision, publiant ses résultats dans des revues et journaux scientifiques et littéraires. Griffith meurt à Red Hook, comté de Dutchess, New York en 1846.

## Œuvres choisies
- (en) Our Neighborhood, or Letters on Horticulture and Natural Phenomena, 1831
- (en) Camperdown, or News from Our Neighborhood, 1836
- (en) Discoveries in Light and Vision, 1836
- (en) The Two Defaulters, 1842
- (en) Three Hundred Years Hence, 1950Publié tout d'abord dans Camperdown